# Xã Exira, Quận Audubon, Iowa
Xã Exira (tiếng Anh: Exira Township) là một xã thuộc quận Audubon, tiểu bang Iowa, Hoa Kỳ. Năm 2010, dân số của xã này là 1.178 người.